# Алан Томпсон (футболіст)
Алан Томпсон (англ. Alan Thompson, нар. 22 грудня 1973, Ньюкасл-апон-Тайн) — англійський футболіст, що грав на позиції флангового півзахисника. По завершенні ігрової кар'єри — тренер.
Виступав, зокрема, за «Болтон Вондерерз» та «Селтік», а також провів один матч за національну збірну Англії.

## Клубна кар'єра

### «Ньюкасл Юнайтед»
Народився в місті Ньюкасл-апон-Тайн і почав займатись футболом в клубі «Ньюкасл Юнайтед» з рідного міста, пройшовши через їх молодіжну систему і підписавши свій перший професіональний контракт 11 березня 1991 року. Томпсону довелося чекати до наступного сезону, перш ніж він дебютував у основній команді. Тоді клуб грав у другому за рівнем дивізіоні Англії, але Алан Томпсон не зміг стати основним гравцем «сорок». У сезоні 1991/92 він зіграв чотирнадцять ігор за клуб у чемпіонаті і одну у Кубку, а наступного року — лише дві у чемпіонаті і три у англо-італійському кубку. «Ньюкасл» зайняв перше місце та вийшов до Прем'єр-ліги, але Томпсон був проданий клубу з Першого дивізіону «Болтон Вондерерз» до початку сезону 1993/94 тому так і не зіграв за рідний клуб у вищому дивізіоні. Алан Томпсон зіграв загалом двадцять ігор за «Ньюкасл Юнайтед» у всіх турнірах і не забив жодного голу.

### «Болтон Вондерерз»
У складі «Болтон Вондерерз» Томпсон швидко став основним гравцем команди, якій допоміг 1995 року вийти до Прем'єр-ліги. Крім того, в тому ж сезоні команда вийшла у фінал Кубка Ліги, зустрівшись там із «Ліверпулем». «Червоні» забили два голи завдяки дублю від Стіва Макманамана, а через хвилину після другого голу Макманамана Алан Томпсон забив гол у відповідь, встановивши остаточний рахунок у грі — 2:1 на користь більш титулованої ліверпульської команди. Перший сезон, який Томпсон провів з «Болтоном» у Прем'єр-лізі, також був невдалий, команда зайняла 20 місце і відразу вилетіла з еліти.
Незважаючи на виліт до Першого дивізіону, Томпсон залишився з командою і допоміг їй з першої ж спроби зайняти перше місце і повернутись у Прем'єр-лігу, а сам Алан забив десять голів. Перед сезоном 1997/98 «рисаки» переїхали на новий стадіон «Рібок Стедіум», а саме Алан Томпсон став історичним першим гравцем, який забив на стадіоні, реалізувавши пенальті у матчі проти «Тоттенгем Готспур» (1:1) 23 вересня. Але і цього разу команда не змогла втриматись в еліті, вилетівши у першому ж сезоні, хоча і зайняла не останнє, як минулого разу, а вісімнадцяте місце, і лише через гіршу різницю голів, ніж у «Евертона», «Болтон» понизився у класі, а не ліверпульці. Однак Алан Томпсон продовжив виступати у Прем'єр-лізі, оскільки підписав контракт з іншим клубом Прем'єр-ліги, «Астон Віллою». За «Болтон» забив 42 голи у 198 матчах в усіх турнірах.

### «Астон Вілла»
У складі бірмінгемської команди Томпсон також швидко став основним гравцем, виступаючи разом з такими гравцями, як Гарет Саутгейт, Даріус Вассел та Лі Гендрі. З «Астон Віллою» Алан Томпсон дебютував на європейській арені, зігравши у трьох матчах Кубка УЄФА 1998/99, вилетівши з командою у другому раунді. У Прем'єр-лізі Алан Томпсон двічі став шостим. На початку третього сезону Алан зіграв у двох матчах Кубка Інтертото 2000 року, але ще до старту англійської першості був проданий у шотландський «Селтік». Загалом зіграв 58 ігор за «Астон Віллу» в усіх турнірах, забивши 5 голів.

### «Селтік»
Перейшовши за 2,75 мільйона фунтів у «Селтік», Томпсон став одним з перших придбань нового головного тренера «кельтів» Мартіна О'Нілла. Томпсон також став важливою фігурою і у цьому клубі, виступаючи поруч із такими зірковими гравцями як Генрік Ларссон та співвітчизник Кріс Саттон. У першому ж сезоні Томпсон став чемпіоном Шотландії, випередивши на п'ятнадцять очок «Рейнджерс», головного історичного конкурента. Він також виграв у тому сезоні з командою Кубок Шотландії та Кубок шотландської ліги, хоча і не грав не в фіналі останнього турніру. Томпсон забив багато важливих голів для «Селтіка», в тому числі аж сім разів відзначався у воротах «Рейнджерса» у знаменитому дербі «Олд Фірм», при цьому два з цих голів стали переможними. Він також забив єдиний гол у ворота «Данді Юнайтед» в фіналі Кубка Шотландії 2005 року, завдяки чому «Селтік» здобув черговий Кубок. Окрім того, що Томпсон грав у багатьох фіналах національних кубкових турнірів, Алан зіграв і у фіналі Кубка УЄФА 2003 року, який завершився поразкою 2:3 у додатковий час від «Порту». Алан Томпсон залишався основним гравцем «Селтіка» до кінця сезону 2004/05, але після приходу Гордона Стракана на посаду нового головного тренера «Селтіка» кількість хвилин на полі для Алана зменшилась. Це в кінцевому підсумку призвело до його відходу з клубу в січні 2007 року. За «Селтік» Алан Томпсон зіграв загалом 227 ігор у всіх турнірах, забивши 51 гол і допоміг команді здобути дев'ять національних трофеїв.

### Завершення кар'єри
12 січня 2007 року Томпсон перейшов на правах оренди у «Лідс Юнайтед», зігравши 11 матчів у Чемпіоншипі, в яких забив 2 голи. Наприкінці сезону 2006/07 контракт Томпсона із «Селтіком» закінчився і він на правах вільного агента підписав повноцінний однорічний контракт з «Лідсом», хоча клуб був переведений у Першу лігу, третій дивізіон англійського футболу. Томпсон був призначений капітаном клубу на сезон 2007/08, але пробув у цьому статусі менше року, оскільки в січні 2008 року він перейшов на правах місячної оренди в інший англійський клуб третього дивізіону, «Гартлпул Юнайтед», за який зіграв сім матчів і забив один гол. Наприкінці сезону 2007/08 Алан Томпсон вирішив завершити професіональну ігрову кар'єру у віці 34 років.

## Виступи за збірні
У 1993 році у складі збірної Англії до 20 років взяв участь у молодіжному чемпіонаті світу з футболу в Австралії, де зіграв усі шість ігор, які англійці зіграли на цьому чемпіонаті світу, і став бронзовим призером змагання.
31 березня 2004 року Алан зіграв свій єдиний матч у складі національної збірної Англії проти Швеції (0:1). Тодішній головний тренер англійців Свен-Йоран Ерікссон випустив Томпсона в стартовому складі, а на 62 хвилині замінив його на Джермейна Дженаса. Примітно, що Томпсон став лише першим діючим футболістом «Селтіка», який зіграв у матчі національної збірної Англії.

## Кар'єра тренера
16 липня 2008 року Томпсон був призначений новим тренером академії «Ньюкасл Юнайтед» на запрошення його колишнього тренера Кевіна Кігана, а у наступному сезоні 2009–10 Томпсон був тренером резервної команди. За цей час через його команди пройшли зокрема молоді таланти Джеймс Таверньєр та Тамаш Кадар, які згодом дебютували і в основній команді. 4 червня 2010 року Томпсон за взаємною згодою покинув «Ньюкасл».
17 червня 2010 року Алан увійшов до тренерського штабу колишнього товариша по команді Ніла Леннона, який очолював «Селтік». Томпсон був звільнений з посади в «Селтіку» 3 червня 2012 року.
У червні 2014 року Томпсон був призначений головний тренером молодіжної команди «Бірмінгем Сіті», але коли менеджер першої команди Лі Кларк та його помічник Стіва Вотсон були звільнені в жовтні, Томпсон теж залишив клуб за взаємною згодою через кілька днів. Після цього Томпсон продовжив співпрацю із Кларком і був його асистентом у «Блекпулі» та «Бері». 30 жовтня 2017 року Томпсона було звільнено з посади помічника менеджера «Бері».

## Титули і досягнення
- Чемпіон Шотландії (5):

«Селтік»: 2000–01, 2001–02, 2003–04, 2005–06, 2006–07
- Володар Кубка Шотландії (4):

«Селтік»: 2000–01, 2003–04, 2004–05, 2006–07
- Володар Кубка шотландської ліги (2):

«Селтік»: 2000–01, 2005–06

## Особисте життя
Двоюрідний брат Томпсона, Девід Лонгстафф - колишній британський хокеїст, чиї сини Шон і Метті, також є футболістами і вихованцями «Ньюкасл Юнайтед».